# びわ湖パラダイス
びわ湖パラダイス（びわこパラダイス）は、かつて滋賀県大津市にあったびわ湖温泉（ホテル紅葉※改称後「旅亭 紅葉」）と併設されていた、温泉宿泊施設（健康センター）併設型のレジャー施設・遊園地である。旧名称は紅葉パラダイス。

## 概要
- 1966年（昭和41年）に「紅葉パラダイス」としてオープン。後に、「びわ湖温泉 紅葉パラダイス」と名称が変更され、1991年（平成3年）には、「びわ湖パラダイス」としてリニューアルオープンした。
- 開設当時は遊んで食べて温泉にも入ることができ、さらにはショーも見られるということで人気を博していた。
- 温泉は様々な種類の温泉が一度に楽しめ好評だった。特に「ジャングル風呂」と呼ばれる広大な風呂は、入口に架けられた橋の下にワニがいることで有名であった。（ジャングル風呂はリニューアルを機に、一般的な風呂に改められた。）
- 遊園地は琵琶湖に一部レールが露出したジェットコースターが特徴であった。
- 1978年（昭和53年）、6億5000万円を投じドイツ製蒸気機関車とワゴンリー社製の食堂車、個室寝台車8両を連ねた「ホテル・オリエント・エクスプレス」を敷地内に開業し話題となった。なお、この機関車が現役時代にオリエント号を牽引したことはない。[1]（下記ならびにSLホテルも参照）。
- 紅葉パラダイス時代のCMは「ジャングル風呂」や「ホテル・オリエント・エクスプレス」の紹介の後に「しかも、は～だか天国！紅葉パラダイス！」と言いながら数人の大人がポーズをとるユニークなものであり、関西・東海三県を中心にお馴染みであった（なお、隣接施設「ホテル紅葉」のCMは、今も語り草となっている。関西地区各局製作番組の提供としてほぼ全国で放送されていた。詳しくはびわ湖温泉を参照）。
- 関西地方を訪れた修学旅行の常宿としてよく利用されていた。

## 閉鎖とその後
- 時代とともに徐々に特色が薄れて行き、1998年（平成10年）12月6日に温泉施設を除く部分が閉鎖された。
- 交通網の発達と周囲の発展により徐々に客足は遠のき、ついに温泉施設も閉園になった。
- 上記の紅葉パラダイス、旅亭 紅葉のかつての運営主体の丸玉観光株式会社（京都市）は、ホテル紅葉の旅亭 紅葉へのリニューアル、紅葉パラダイスの経営不振などが原因で2006年（平成18年）3月1日に倒産。旅亭 紅葉は倒産に先立って、ジャパンレジャーサービスグループ（略称：JLS/京都市）へ売却した。
- 前身のホテル紅葉の創業者木下彌三郎が収集したギリシャ・ローマ彫刻、日本画、洋画などを展示している木下美術館は倒産後も存続していたが、2008年に比叡平に新築移転した[2]。
- 跡地は東急不動産へ売却され、リゾートのテイストを盛り込んだ総戸数275戸のマンション「ブランズ西大津レイクフロント」（その後隣接地に「ブランズ西大津レイクテラス」も建設される）が建設された（2006年5月に分譲開始。竣工は2007年3月中旬、入居は同年3月下旬開始））。
- また、2009年現在、『パチンコ&スロット DREAM（ドリーム）』、『御食事処 サガミ』などの施設が建設されている。
- さらに2012年10月、隣接施設の「びわ湖温泉紅葉」も老朽化等を理由に2013年1月いっぱいで閉館することが発表された[3]。
- 廃業後も「ホテル・オリエント・エクスプレス」の客車のうち2両は解体されず、奈良県宇陀市周辺に放置されている。